# 論語集解

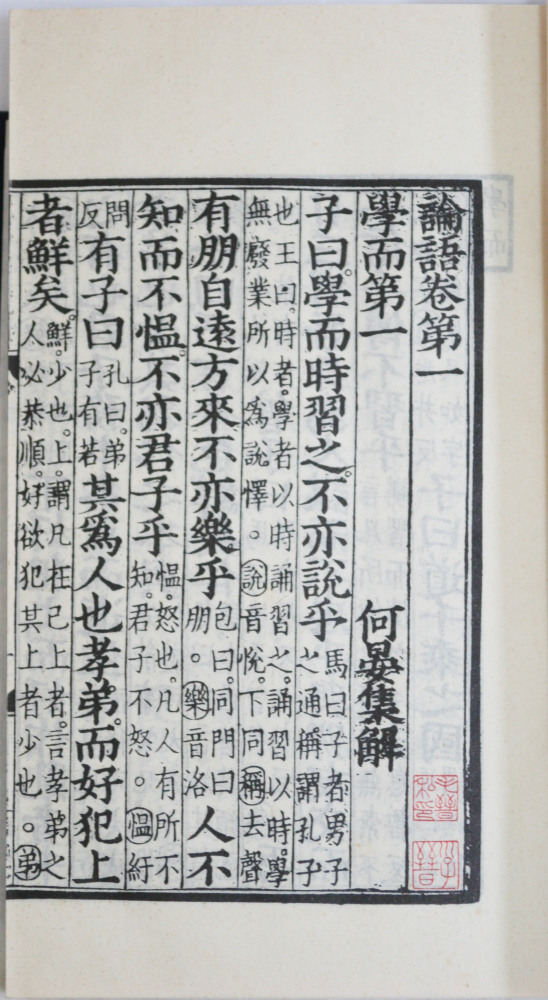
『論語集解』学而（元刊覆宋本 国立故宮博物院蔵 刊行、1970）

『論語集解』（ろんごしっかい）は、中国後漢末期から三国時代の魏の儒学者である何晏等によるものとされる『論語』の注釈書。朱熹による『論語集注』の「新注」に対して「古注」と称される。完本として伝わる最古の『論語』の注釈書である。

## 概説
『論語』の注釈書として、完本の状態で今日まで伝わる最古の書物が『論語集解』である。正始2年（241年）に成立した。魏帝・曹芳に論語を進講した折、当時の可能な限りの注釈を求め、その良いものを探ったものとされる。朱熹の「新注（『論語集注』）」に対して「古注」と称され、包咸・周氏・孔安国・馬融・鄭玄・陳羣・王粛・周生烈（周氏と同一人物か）の八家と無記名の編纂者の注釈から構成される。編者は何晏（195年? - 240年）とされるが、その伝記（『三国志』巻九）では編纂について言及されず、どこまでを何晏の解釈とするかは判断が難しい。序文に見えるように、孫邕・鄭沖・曹羲・荀顗・何晏の共同編纂とするのが穏当である。最も基本的な注釈書として広く読まれるが、ここに引用された諸家の注釈書の完本はみな失われている。玄学の要素が特徴とされるが、『論語義疏』に比べると限定的であり、一部に老荘思想と融和した独特の解釈も見られる。引用の注釈は孔安国注は偽作の疑いが強く、鄭玄注は字句が大きく改められているなど問題は多い。

## 序文
序文には漢の武帝のころ『論語』が3種類あったことが記されている。1つ目は、孔子の故国である魯の人が伝えたもので、現在と同じく20篇あった。これを『魯論語』あるいは『魯論』という。現在まで伝わる『論語』は、この魯論系統のものである。2つ目は魯の東隣りの大国である斉の人が伝えたもので、22篇あった。『魯論』より問王と道知が多かったといわれている。これを『斉論語』あるいは『斉論』という。3つ目は、漢の武帝のとき、魯国の共王劉余が宮殿を増築するため孔子の旧宅を壊すと、壁の中から現れたもので、漢以前の古い文字で書かれていた。21篇あり、『魯論』の堯曰篇が堯曰と子張の2篇に分かれていた。つまり『魯論』に元来子張篇とは別に、もう1つの子張篇があったわけで、合計21篇となる。科斗と呼ばれる古代の文字で書かれていたので、これを『古文論語』あるいは『古論』いう。『論語集解』の序文にはこれら3つの『論語』は前漢の時代、全く別々に、学派を異にして伝えられたことが記されている。『魯論』は夏侯勝・蕭望之・韋賢・韋玄成らが伝え、『斉論』は王卿・庸生・王吉らが教授した。また『古論』は孔安国がその注解である訓説を作ったが、世には伝わらなかった。前漢末期、安昌侯張禹という人は初め『魯論』を学び、兼ねて『斉論』を講じたが、後に『魯論』と『斉論』を比較し、それぞれよい方を選んで新しい論語を編纂した。これは『張侯論』と呼ばれて大いに流行した。後漢になると包咸や周氏が、この『張侯論』の章句を作ったといわれている。章句とは本文を段落で区切って、解釈したものである。

### 全注解
- 『全譯 論語集解』渡邉義浩主編、汲古書院 上・下（2020年5月-9月）
- 『論語集解 魏・何晏〈集解〉』渡邉義浩 現代語訳、早稲田大学出版部〈早稲田文庫〉上・下（2021年12月）、文庫判訳書で表記を常用漢字に改めた